# Nepenthaceae
Famille
Classification APG III (2009)
Les Nepenthaceae (ou Népenthacées en français) sont une famille de plantes à fleurs dicotylédones de l'ordre des Caryophyllales. C'est une famille monotypique. Elle comprend au moins 86 espèces dans un seul genre.
La majeure partie sont des lianes, pouvant être épiphytes à mécanisme de capture passif, des régions tropicales : Seychelles (Nepenthes pervillei), Madagascar (Nepenthes masoalensis et Nepenthes madagascariensis), Inde (Nepenthes khasiana), péninsule indomalaise, Bornéo, Sumatra, Java, Ceylan, Australie et Nouvelle-Calédonie.

## Étymologie
Le nom vient du genre type Nepenthes construction faite à partir du grec νε / ne, non, et πενθές / penthes, deuil, la « nepenthe » étant ainsi une plante censée chasser la tristesse, un antidépresseur ou une drogue de l'oubli. Le nom fut déjà utilisé dans l'Odyssée de Homère.

## Classification
La classification phylogénétique situe cette famille dans l'ordre des Caryophyllales.

## Liste des genres
Selon Angiosperm Phylogeny Website (3 mai 2010), NCBI (3 mai 2010) et ITIS (3 mai 2010) :
- genre Nepenthes L.

Selon DELTA Angio (3 mai 2010) :
- genre Anurosperma
- genre Nepenthes

Le genre Anurosperma, monospécifique, avec Anurosperma pervillei comme seule espèce a été repositionné parmi le genre Nepenthes sous le nom Nepenthes pervillei

## Liste des espèces
Selon NCBI (3 mai 2010) :
- genre Nepenthes

- - Nepenthes adnata
  - Nepenthes alata
  - Nepenthes albomarginata
  - Nepenthes ampullaria
  - Nepenthes anamensis
  - Nepenthes aristolochioides
  - Nepenthes bellii
  - Nepenthes benstonei
  - Nepenthes bicalcarata
  - Nepenthes bongso
  - Nepenthes boschiana
  - Nepenthes burbidgeae
  - Nepenthes burkei
  - Nepenthes clipeata
  - Nepenthes danseri
  - Nepenthes densiflora
  - Nepenthes diatas
  - Nepenthes distillatoria
  - Nepenthes dubia
  - Nepenthes edwardsiana
  - Nepenthes ephippiata
  - Nepenthes eustachya
  - Nepenthes eymae
  - Nepenthes faizaliana
  - Nepenthes fusca
  - Nepenthes glabrata
  - Nepenthes gracilis
  - Nepenthes gracillima
  - Nepenthes gymnanphora
  - Nepenthes hamata
  - Nepenthes hirsuta
  - Nepenthes inermis
  - Nepenthes insignis
  - Nepenthes kampotiana
  - Nepenthes khasiana
  - Nepenthes lamii
  - Nepenthes lavicola
  - Nepenthes longifolia
  - Nepenthes lowii
  - Nepenthes macfarlanei
  - Nepenthes macrophylla
  - Nepenthes macrovulgaris
  - Nepenthes madagascariensis
  - Nepenthes mapuluensis
  - Nepenthes masoalensis
  - Nepenthes maxima
  - Nepenthes merrilliana
  - Nepenthes mikei
  - Nepenthes mira
  - Nepenthes mirabilis
  - Nepenthes muluensis
  - Nepenthes murudensis
  - Nepenthes neoguineensis
  - Nepenthes northiana
  - Nepenthes ovata
  - Nepenthes pectinata
  - Nepenthes pervillei
  - Nepenthes cf. petiolata HM-2001
  - Nepenthes pilosa
  - Nepenthes rafflesiana
  - Nepenthes rajah
  - Nepenthes ramispina
  - Nepenthes reinwardtiana
  - Nepenthes rhombicaulis
  - Nepenthes sanguinea
  - Nepenthes sibuyanensis
  - Nepenthes singalana
  - Nepenthes smilesii
  - Nepenthes spathulata
  - Nepenthes spectabilis
  - Nepenthes stenophylla
  - Nepenthes sumatrana
  - Nepenthes talangensis
  - Nepenthes tentaculata
  - Nepenthes thorelii
  - Nepenthes tobaica
  - Nepenthes tomoriana
  - Nepenthes treubiana
  - Nepenthes truncata
  - Nepenthes veitchii
  - Nepenthes ventricosa
  - Nepenthes vieillardii
  - Nepenthes villosa
  - Nepenthes ×henryana
  - Nepenthes ×intermedia
  - Nepenthes ×superba
  - Nepenthes xiphioides
  - Nepenthes sp. 'Kosobe'
  - Nepenthes sp. HHM 2001-2
  - Nepenthes sp. HHM 2001-3
  - Nepenthes sp. HHM-2001-1
  - Nepenthes sp. HHM-2001-2
  - Nepenthes sp. Jobson 1049
  - Nepenthes sp. Nickrent 3056

Cultivars :
- Nepenthes 'Rebecca Soper' = Nepenthes ramispina × Nepenthes ventricosa
- Nepenthes x 'Miranda' = Nepenthes maxima x Nepenthes northiana.